# Abdelghaya Souahel
Abdelghaya Souahel (franska: Abdelghaya Souahel (CR), Abdelghaya Souahel (Commune Rurale), arabiska: عبد  الغاية السواحل) är en kommun i Marocko.   Den ligger i provinsen Al Hoceïma och regionen Tanger-Tétouan-Al Hoceïma, i den nordöstra delen av landet, 220 km öster om huvudstaden Rabat. Antalet invånare är 24 013.